# Linda Plush
Linda Marie Haight Plush és una infermera de família amb especialitzacions secundàries en l'atenció d'adults i nefrologia. A més de graus als EUA, Linda és membre de la Royal Society of Health, Regne Unit. També va ser una alumna pilot i va treure el certificat PADI de bussejadora d'aigües obertes.
Linda manté un interès actiu en qüestions de microgravetat i de salut relacionades amb la vida i el treball en l'espai. Linda és una Membre LIFE Membre de l'Aerospace Medical Association. Linda era una estudiant membre de la Societat Americana de Biologia Gravitacional i de l'Espai, mentre treballava en la seva tesi de màster sobre el tema de repòs en llit i la desmineralització òssia. Actualment, és membre de l'Associació americana per l'avanç de la ciència. També va ser President Fundador de la Space Nursing Society, un membre fundador dels Rogerian Scholars, i un membre de Sigma Theta Tau (grup científic d'infermeria). Més recentment, Linda s'ha convertit en assessora de la Moon Society.
Ha col·laborat en la publicació de la National Space Society, Ad Astra, i la Space Nursing Society, escrivint sobre la medicina espacial i temes relacionats. Ha estat coordinadora del tema per al Suport i la Biosfera de Ciències de la Vida des de la seva fundació, i membre del Consell Editorial de la revista "Journal of Human Performance in Extreme Environments". Linda va presentar "14th IAA Humans in Space Symposium" a Banff, Alberta, Canadà, i va participar com a ponent convidat al programa Espacial. Va ser copresidenta de diverses pistes de medicina espacial per a les Conferències Internacionals de Desenvolupament de l'Espai de la National Space Society.
Linda va esdevenir la primera infermera de pràctica avançada que va participar en la Terapèutica i Atenció Clínica Integrada de l'equip de productes a la NASA-Johnson Espacial Center, on va ser convidada a unir-se a l'Equip de Projectes Avançats de la NASA-JSC, i va estar involucrada en qüestions de telemedicina i cura de ferides per als vols espacials de llarga durada.
A més de les seves activitats aeroespacials, Linda té en l'actualitat una empresa de consultoria d'educació per a la salut, un equip de diàlisi aguda mòbil, i és sòcia d'una instal·lació ambulatòria crònica, a més de treballar amb els metges locals en consultoris privats.